# Kenji Sakai
Kenji Sakai (né le 6 août 1977 à Osaka) est un compositeur japonais.
En 2011, il remporte le concours Reine Élisabeth de Belgique.
En 2012-2013, il devient pensionnaire de la Casa de Velázquez à Madrid.